# Диизопропилэтиламин
Дии́зопропи́лэтилами́́́н (англ. diisopropylethylamine, DIPEA, DIEA, основание Хунига) — органическое соединение с химической формулой C8H19N, амин, часто применяющийся в органической химии как ненуклеофильное основание.

## Получение
Диизопропилэтиламин получают реакцией диизопропиламина с диэтилсульфатом.

## Основные реакции
Вследствие экранирования атома азота объемными заместителями (двумя изопропильными и одной этильной группами) данное соединение практически всегда селективно реагирует с протоном, а не другими электрофилами. Подобно 2,2,6,6-тетраметилпиперидину (TMP), диизопропилэтиламин является слабым нуклеофилом, но сильным основанием. Благодаря этому он широко применяется в органическом синтезе.
В приведенной ниже схеме диизопропилэтиламин депротонирует диэтилкетон в ходе т. н. мягкой енолизации:
Диизопропилэтиламин также нашел применение как селективный вспомогательный реагент в реакциях алкилирования вторичных аминов до третичных при взаимодействии с алкилгалогенидами. Данная реакция часто сопровождается кватернизацией атома азота (образованием четвертичных солей вида R4N+X−), однако в присутствии DIPEA протекает без побочных процессов:

## Другие реакции
При реакции с дитиодихлоридом {\displaystyle {\ce {(S2Cl2)}}} в присутствии  триэтилендиамина (DABCO) диизопропилэтиламин {\displaystyle {\ce {(C8H19N)}}} превращается в гетероциклическое соединение бис([1,2]дитиоло)-[1,4]тиазин (скорпионин):